# Leucophora argentina
Leucophora argentina är en tvåvingeart som först beskrevs av Malloch 1934.  Leucophora argentina ingår i släktet Leucophora och familjen blomsterflugor. Inga underarter finns listade i Catalogue of Life.